# Директор
Директор је особа из групе менаџера који води или надзире одређену област компаније. Компаније које користе овај израз често имају много директора распоређених у различите пословне функције или улоге (нпр. директор људских ресурса). Директор обично директно извештава потпредседника или ГИД-а да му дозволи да сазна напредак организације. Велике организације такође понекад имају помоћника директора или заменика директора. Реч директор се обично односи на најнижи ниво извршне власти у организацији, али многе велике компаније чешће користе титулу помоћник директора. Неке компаније такође имају регионалне директоре и обласне директоре. Регионални директори су присутни у компанијама које су организоване по локацији и под тим имају своје одсеке. Они су одговорни за пословање за своју земљу. Иако су директори први степен у извршном тиму, обласни директори се сматрају вишим, заснованим на њиховој области контроле.

## Корпоративне титуле
Корпоративне титуле (познате под називом пословне титуле) титуле су које се додељују појединцима у оквиру предузећа у зависности од улоге коју имају и који показују дужности и одговорности у оквиру те одређене улоге. Што је посао већи, више улоге су присутне, као што су ГИД, ОП и извршни директори.
Они који имају веће улоге унутар компаније, као што су елитне позиције, често се називају „главним”, а они који имају ниже улоге унутар компаније су запослени који једноставно врше свакодневне задатке. Постоји много титула унутар компаније, као што су извршни директор, главни директор, директор компаније и председник.
Корпоративна структура се састоји од четири кључне области:
- Одбор директора — надзире одсеке и одржава пуну оперативну надлежност, поред извршних директора Ц-нивоа у корпоративној хијерархији послова. Они надгледају свакодневне послове предузећа или компаније.
- Запослени — Ова улога је рангирана на дну структуре. Запослени раде на свакодневним задацима и циљевима у групи или појединачно, циљајући на тај заједнички циљ.[3]